# Madusari (Secang)
Madusari is een bestuurslaag in het regentschap Magelang van de provincie Midden-Java, Indonesië. Madusari telt 3851 inwoners (volkstelling 2010).